# Jürgen Pavels

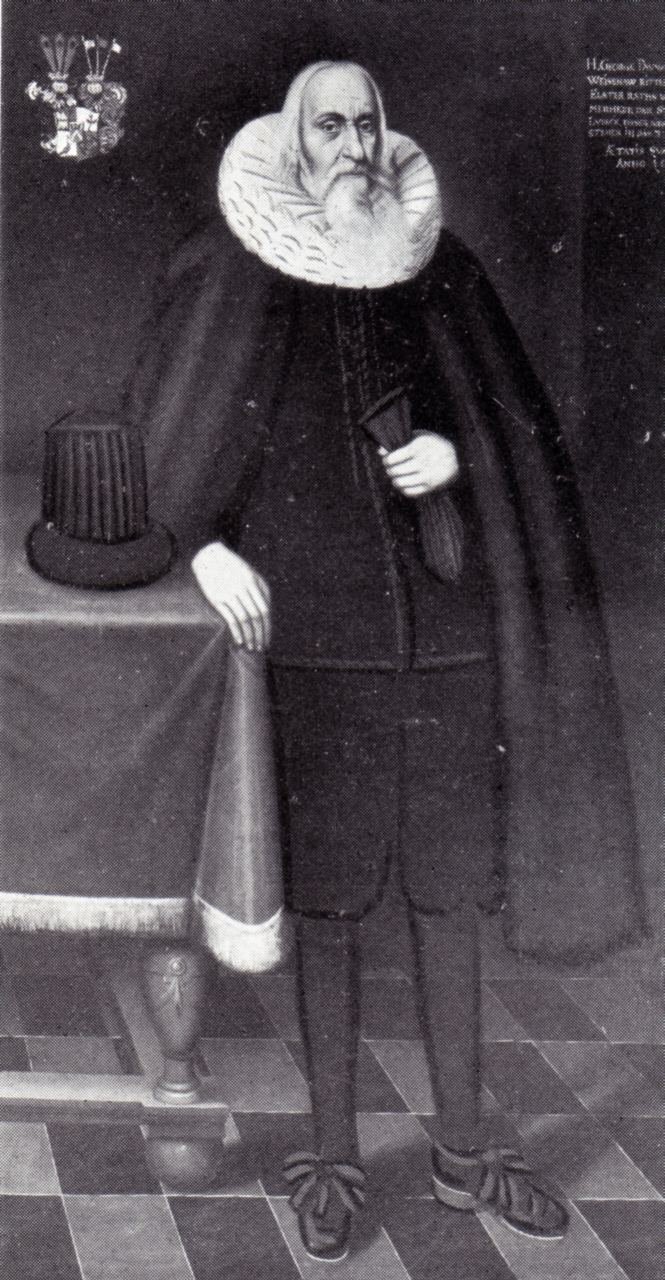

Jürgen Pavels także Paulsen (ur. 1568 w Trzebiatowie, zm. 10 sierpnia 1645 w Lubece) – kupiec, członek rady miejskiej i urzędnik skarbowy miasta Lubeka.

## Życiorys
Z dokumentów wynika, że w 1603 roku prowadził sierociniec w Lubece. W 1612 roku został członkiem rady miejskiej i w 1615 roku reprezentował Lubekę w Kopenhadze. W 1619 roku jako radny razem z burmistrzem Alexandrem Lüneburgiem założyli w dormitorium dawnego klasztoru św. Katarzyny, bibliotekę miejską dostępną dla wszystkich. W latach 1628–29 i 1633-42 był zarządcą kasy miejskiej.
W 1629 roku pełnił funkcję kierowniczą w parafii Kościoła Mariackiego w Lubece. Pavels w 1640 roku za czasów cesarza Ferdynanda III uzyskał tytuł szlachecki i nosił tej pory miano Georg Paulsen von Weissenow.
Jego epitafium uległo zniszczeniu w wyniku nalotu na Kościół Mariacki w Lubece w czasie II wojny światowej.